# Jess Glynne
Jessica Hannah „Jess” Glynne (ur. 20 października 1989 w Londynie) – brytyjska piosenkarka. Popularność zdobyła z gościnnego występu w singlu „Rather Be” grupy Clean Bandit oraz „My Love” producenta muzycznego Route 94. Oba single w 2014 roku uplasowały się na szczycie notowania UK Singles Chart. Jej debiutancki singiel „Right Here” uplasował się w pierwszej połowie listy przebojów w Wielkiej Brytanii, natomiast jej drugi singiel zatytułowany „Hold My Hand” zadebiutował na pierwszym miejscu, sprzedając się w pierwszym tygodniu w liczbie 97 tysięcy egzemplarzy.

## Życiorys
Glynne urodziła się 20 października 1989 roku w londyńskiej dzielnicy Hampstead i dorastała w Muswell Hill w północnym Londynie. Jej rodzina jest pochodzenia żydowskiego. Ojciec jest agentem nieruchomości, natomiast matka pracowała w A&R w przemyśle muzycznym. 
Mając 15 lat Glynne zgłosiła się do brytyjskiego programu The X Factor, ale nie została przyjęta. Uczęszczała do Fortismere School, gdzie w 2008 roku zdała egzamin maturalny i pracowała m.in. w butiku, centrum fitnessu i salonie fryzjerskim. Następnie spędziła czas podróżując po świecie, pracując dla firmy zajmującej się zarządzaniem muzyką dla starszych nastolatków i rozpoczęła współpracę z kompozytorami i producentami muzycznymi przez następne cztery lata. 
Ukończyła roczny kurs muzyczny w college’u we wschodnim Londynie, gdzie poznała swoich przyszłych współpracowników: autora tekstów Jin Jin oraz producenta muzycznego Bless Beats. Glynne pracowała także zarządzając marką dla firmy z napojami, jednak zrezygnowała z tej pracy w sierpniu 2013 roku, kiedy podpisała kontrakt z wytwórnią muzyczną Atlantic Records. 
W 2013 roku brytyjski producent muzyczny Route 94 zaprosił Glynne do współpracy przy pisaniu i użyczeniu wokalu do jego utworu „My Love”. Brytyjska grupa Clean Bandit usłyszała utwór „My Love” i zaprosiła Glynne do gościnnego występu w ich utworze „Rather Be”. Wydany w styczniu 2014 roku przez wytwórnię muzyczną Warner Music Group singiel „Rather Be” zadebiutował na szczycie notowania UK Singles Chart, stając się trzecim najszybciej sprzedającym się singlem oraz najczęściej granym singlem w Wielkiej Brytanii w 2014 roku.

## Dyskografia
- 2015: I Cry When I Laugh
- 2018: Always In Between